# رزين العروضي
رزين بن زندورد أبو زهير العروضي شاعر، كان يأتي بأوزان غريبة من العروض - ناحيا نحو أستاذه عبد الله بن هارون - فأتى فيه ببدائع جمة. وهو من موالي طيفور بن منصور الحميري خال المهديّ، ويقال هو مولى بني هاشم، وهو بغدادي. كان ينزل بغداد، ويكثر من زيارة عنان الشاعرة، جارية الناطفيّ، وله معها أخبار ومعارضات.
أخذ عن عبد الله بن هارون بن السميدع البصري العروضي مؤدب آل سليمان، وكان عبد الله بن هارون يقول أوزانا غريبة من العروض، فنحا رزين نحوه في ذلك، فأتى فيه ببدائع جمّة، وكان رزين من أصحاب دعبل الخزاعي الشاعر. حدَّث دعبل أنه نزل هو ورزين بقوم من بني مخزوم فلم يقروهما ولا أحسنوا ضيافتهما قال دعبل فقلت فيهم: [البسيط]

| عصابة من بني مخزوم بت بهم |  | بحيث لا تطمع المسحاة في الطين |

ثم قلت لرزين أجز، فقال: [البسيط]

| في مضغ أعراضهم من خبزهم عوض |  | بني النفاق وأبناء الملاعين |

من شعر رزين أيضًا: [الطويل]
وقال: [الكامل]

| خير الصديق هو الصدوق مقالة |  | وكذاك شرهم المنون الأكذب   |
| فإذا غدوت له تريد نجازه    |  | بالوعد راغ كما يروغ الثعلب |

## وفاته
تُوفي رزين العروضي سنة 247 هـ، في أيام المتوكل على الله.